# یواس‌اس بولدر (ال‌اس‌تی-۱۱۹۰)
یواس‌اس بولدر (ال‌اس‌تی-۱۱۹۰) (به انگلیسی: USS Boulder (LST-1190)) یک کشتی است که طول آن ۵۲۲ فوت (۱۵۹٫۱ متر) می‌باشد. این کشتی در سال ۱۹۷۰ ساخته شد.